# Mondolkiri
Mondolkiri är en provins i Kambodja. Den ligger i den östra delen av landet, 260 km nordost om huvudstaden Phnom Penh. Antalet invånare är 60 811. Arean är 14 288 kvadratkilometer. Mondolkiri gränsar till Ratanakiri, Binh Phuoc och Dak Nong. 
Terrängen i Mondolkiri är kuperad österut, men västerut är den platt.
Mondolkiri delas in i:
- Srŏk Kaev Seima
- Srŏk Pech Chreada
- Krŏng Sênmônoŭrôm
- Khaoh Neaek
- Ou Reang

Följande samhällen finns i Mondolkiri:
- Sênmônoŭrôm